# Arthur Sullivan
Arthur Seymour Sullivan, MVO (Londres, 13 de mayo de 1842-22 de noviembre de 1900) fue un compositor inglés de ascendencia irlandesa e italiana. Es autor de catorce operetas en colaboración con el libretista W. S. Gilbert, entre las que se incluyen H.M.S. Pinafore, The Pirates of Penzance y El Mikado. El legado artístico de Sullivan comprende veintitrés óperas, trece trabajos orquestales, ocho trabajos corales, dos ballets, música incidental de varias obras, y numerosos himnos y otras piezas de iglesia, canciones, baladas de salón, fragmentos de canciones, villancicos, y piezas de cámara y para piano. Dentro de sus himnos y canciones de salón más conocidas se incluyen «Onward Christian Soldiers» and «The Lost Chord».
Hijo de un director de banda militar, Sullivan compuso su primer himno cuando apenas tenía ocho años. Fue elegido como solista en el coro de niños de la Capilla Real. El reverendo Thomas Helmore, su maestro de coro, alentó a Sullivan para la realización, publicación e interpretación de sus primeras composiciones. En 1856, la Real Academia de Música galardonó a Sullivan, a la edad de 14 años, con el premio Mendelssohn, permitiéndole estudiar en la Academia y posteriormente en el Conservatorio de Leipzig, ubicado en Alemania. Su pieza de graduación fue un «suite» de música incidental para La Tempestad de Shakespeare. Luego de su interpretación en Londres en 1862, fue una sensación inmediata. Sullivan comenzó su carrera de compositor con una serie de ambiciosos trabajos, intercalados con himnos, baladas parlour y otras piezas ligeras. Entre sus primeras y mejores obras destaca un ballet, L'Île Enchantée (1864), y su Sinfonía Irlandensa, Cello Concerto y Overture in C (In Memoriam) (todas compuestas en 1866). De 1861 a 1872, complementó sus ingresos trabajando como organista de la iglesia y como profesor de música.
En 1866, Sullivan compuso su primera ópera cómica en un solo acto, Cox and Box, la cual es aún muy interpretada. Su mejor trabajo orquestal, la Overture di Ballo, se estrenó en 1870, publicó un ciclo de canciones, junto a otros trabajos. Tanto el encanto nativo como el talento del propio Sullivan le hicieron ganarse muchos adeptos y amigos en los círculos sociales y musicales, incluyendo al hijo de la Reina Victoria, Alfredo Ernesto Alberto. Asimismo, en 1871, Sullivan escribió su primera ópera en colaboración con W. S. Gilbert, Thespis. Ambos optarían por caminos separados, y Sullivan produjo su Festival Te Deum (1872), un oratorio, The Light of the World (1873), y otras piezas, dentro de las que se incluyen música incidental para las producciones de teatro West End de muchas obras de Shakespeare. Durante estos años también ocupó cargos académicos de renombre. Ya hacia 1875, sin embargo, el productor Richard D'Oyly Carte reunió a Gilbert y Sullivan para crear una pieza de un solo acto, Trial by Jury, que se convirtió en un éxito sorprendente. Su ópera H.M.S. Pinafore, publicada en 1878, se volvería toda una sensación internacional, tal y como The Pirates of Penzance (1879) y Patience (1881).
Carte utilizó las ganancias de la asociación Gilbert y Sullivan para construir el Teatro Savoy en 1881, y sus obras conjuntas entonces llegaron a denominarse como las óperas del Savoy. Dentro de sus éxitos serios destacan Iolanthe (1882), The Mikado (1885), The Yeomen of the Guard (1888) y The Gondoliers (1889). Sullivan fue nombrado caballero por sus contribuciones a la música en 1883. Sus pocas frecuentes y serias piezas durante la década de 1880 incluyen dos oratorios, The Martyr of Antioch (1880) y The Golden Legend (1886), su trabajo coral más popular. Ivanhoe, la única ópera seria de Sullivan, aunque inicialmente fue muy exitosa en 1891, fue poco escuchada después. Gilbert se separó de Sullivan en términos económicos en 1890, por algunas discusiones sobre gastos en el Savoy. Se reunieron en los años 1890 para dos óperas más, pero estas no lograron popularidad. Sullivan continuó componiendo óperas cómicas con otros libretistas así como algunos trabajos mayores y menores a través de la década. Después de la muerte de su hermano Fred en l877, Sullivan mantuvo económicamente a la viuda de este y a sus hijos por el resto de su vida, y adoptó a su sobrino Bertie legalmente. Sullivan murió a la edad de 58 años, y fue considerado el compositor británico más fino del siglo XIX. Su estilo de ópera cómica sirvió de modelo a las generaciones de compositores de teatro musical que le siguieron, y su música se sigue tocando, grabando y adaptando frecuentemente.

## Vida y carrera

### Comienzos

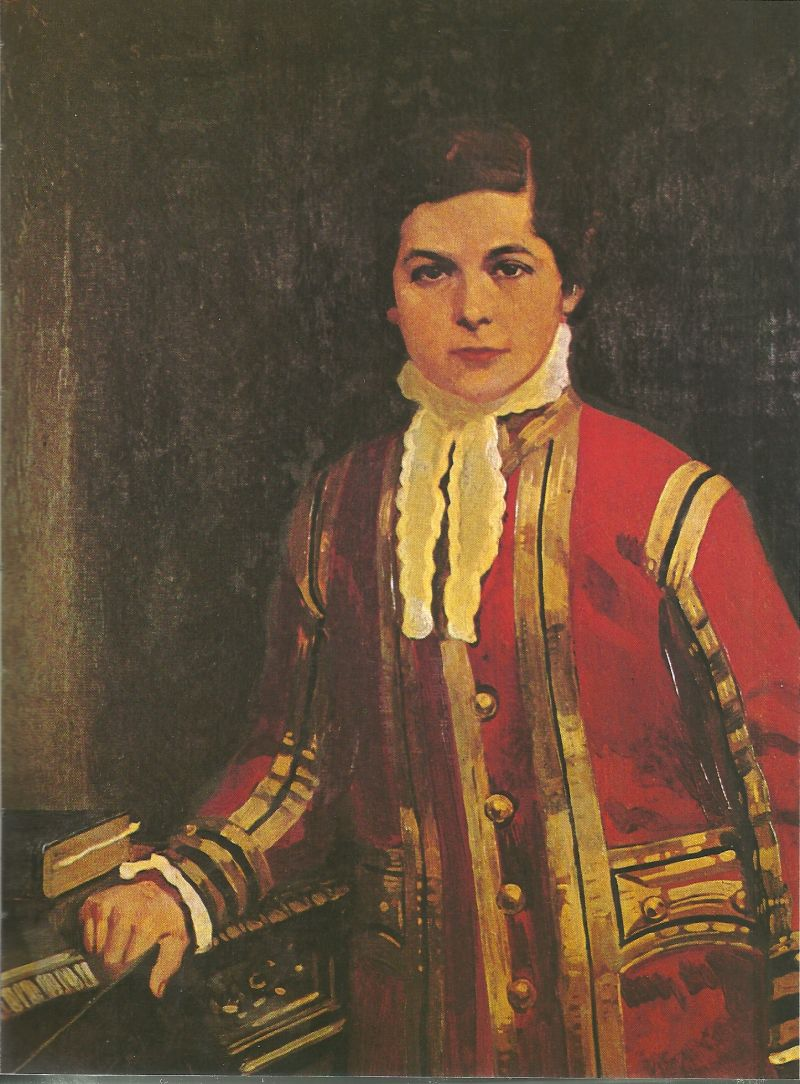
Sullivan como corista de la Capilla Real, circa del 1855.

Sullivan nació en Lambeth, ahora parte de Londres. Su padre, Thomas Sullivan (1805-1866) era un director de banda militar, clarinetista y maestro de música nacido en Irlanda, pero criado en los suburbios de Chelsea, Londres, y Mary Clementina (née Coghlan, 1811-1882), inglesa de nacimiento, pero con ascendencia irlandesa e italiana. Thomas Sullivan permaneció como director de la banda militar desde 1845 a 1857 en la Real Academia de Sandhurst. El joven Arthur adquirió destreza con todos los instrumentos de la banda a la vez que compuso un himno, llamado «By the waters of Babylon» a la edad de ocho años. Más tarde recordó:

Estaba ampliamente interesado en todo lo que la banda hacía, por lo que aprendí a tocar cada instrumento de viento, con lo que se me formó no sólo un conocimiento superficial, sino también real, de por vida, una amistad íntima. Con el paso del tiempo aprendí las peculiaridades de cada uno [...] lo que podían hacer y lo que no eran capaces de hacer. Aprendí de la mejor forma posible la manera en cómo escribir para una orquesta.

A pesar del claro talento musical del muchacho, Thomas Sullivan sabía las decepciones y la inestabilidad de una carrera musical, y lo desalentó a perseguirla. Mientras estudiaba en una escuela privada en Bayswater, Sullivan, de 11 años entonces, convenció a sus padres y al director, William Gordon Plees, para que le permitieran solicitar la membresía en el coro de la Capilla Real. A pesar de la preocupación de que Sullivan con casi 12 años, no durara mucho como sobreagudo antes de que su voz se quebrara, fue aceptado y pronto se convirtió en solista y, en 1856, fue ascendido a «primer niño». Incluso a esta edad, la salud de Sullivan era delicada, y él se fatigaba fácilmente.
Sullivan floreció bajo el entrenamiento del reverendo Thomas Helmore, maestro de los coristas, y comenzó a componer himnos y canciones. Helmore animó el talento de componer del joven Sullivan e hizo arreglos para que una de sus piezas, «Oh Israel», se publicara en 1855, primera obra publicada de Sullivan. Helmore también enlistó la ayuda de Sullivan en la creación de armonizaciones para un volumen de «The Hymnal Noted» e hizo arreglos para que las composiciones de Sullivan fueran tocadas; uno de los himnos del niño fue interpretado en la Capilla Real en el Palacio de St. James, bajo la dirección de Sir George Smart.

### Academia Mendelssohn

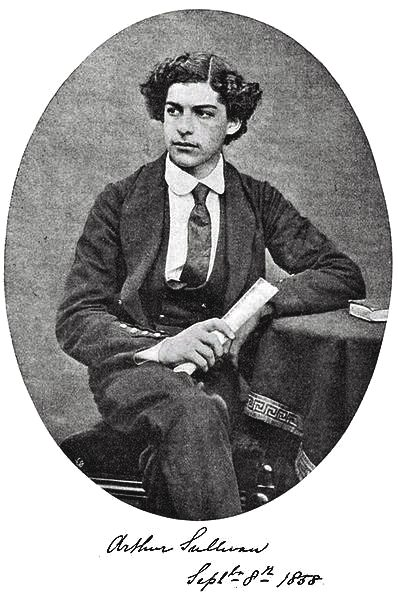
Sullivan a la edad de 16 años, estudiando en Leipzig.

En 1856, la Real Academia de Música otorgó el primer premio Mendelssohn, al entonces Sullivan de 14 años, concediédole un año de entrenamiento en la academia. Su profesor principal ahí fue John Goss, cuyo propio profesor, Thomas Atwood, había sido un pupilo de Mozart. Estudió piano con el director de la academia, William Sterndale Bennett. Durante este año en la Real Academia, Sullivan continuó cantando solos con la Capilla Real, la cual proveyó un poco de dinero para gastos personales.
La beca de Sullivan fue extendida hasta el segundo año, y en 1858 en el cual el biógrafo Arthur Jacobs llama «un extraordinario gesto de confianza», el comité de becas extendió su beca por un tercer año para que el pudiera estudiar en Alemania, en el Conservatorio de Leipzig. Durante su estancia, Sullivan estudió composición con Julius Rietz, contrapunto con Moritz Hauptmann y Ernst Richter y el piano con Louis Plaidy e Ignaz Moscheles. Fue entrenado con las ideas y técnicas de Mendelssohn, pero también fue expuesto a una gran variedad de estilos musicales, incluyendo Schubert, Verdi, Bach y Wagner.  En una visita a una sinagoga,  se impresionó tanto con algunas de las cadencias y progresiones de la música, que treinta años después podía recordarlas para usarlas en su ópera solemne, Ivanhoe. Aunque originalmente su intención fue pasar un año en Leipzig, Sullivan perduró ahí por tres años.
Durante los años que estuvo en Alemania, Sullivan estrechó amistad con el compositor Franz Liszt, el cantante y más tarde gerente Carl Rosa, y con el violinista Joseph Joachim. Para su último año en Leipzig, su padre, renunció a sus cargos, logrando reunir el dinero para cubrir los gastos de su vida costosa y el conservatorio. Durante su período en Leipzig, Sullivan tuvo un tremendo crecimiento musical. Su obra de graduación, terminada en 1861, fue la composición completa de música incidental para la obra «La Tempestad» de Shakespeare. En 1862, un año después de su regreso a Londres, en el Palacio de Cristal, su obra fue reestructurada y ampliada, siendo una sensación inmediata. Él comenzó a tener una reputación como el compositor promesa más joven de Inglaterra.

### Compositor prometedor
Sullivan se embarcó en su carrera como compositor con una serie de obras ambiciosas, componiendo himnos, canciones de salón y otras piezas musicales ligeras para un camino más comercial. Como sus composiciones no fueron suficientes para entregarle el apoyo financiero, entre 1861 y 1872 su ingreso fue complementado trabajando como pianista de la iglesia a la que asistía, y como profesor de música, cosa que odiaba, dejándolo tan pronto como pudo. Sullivan tuvo una temprana oportunidad para componer varias piezas de la realeza, relacionadas con la boda del Príncipe de Gales en 1863.
La larga asociación de Sullivan con las obras para voz comenzó con The Masque at Kenilworth (Festival de Birmingham, 1864). Durante una temporada como organista en el Covent Garden, compuso su primer ballet, L'Île Enchantée (1864), y tuvo su primera experiencia con la ópera, que fue dirigida por Michael Costa. En 1866, estrenó su Irish Symphony y Cello Concerto, sus únicas obras en cada género. Ese mismo año, su Overture in C (In Memoriam), conmemorando la reciente muerte de su padre, fue una comisión del Festival Noruego. Durante su vida consiguió una considerable popularidad. En 1867, su obertura Marmion fue estrenada por la Sociedad Filarmónica. The Times lo llamó «otro paso en el avance de parte del único compositor notablemente prometedor del que podemos jactarnos en el presente».
En el otoño de 1867, Sullivan viajó con George Grove a Viena, buscando las descuidadas partituras manuscritas por Schubert. Encontraron y copiaron varias y estuvieron particularmente excitados con su descubrimiento final, del que Grove describió: «Encontré, en el suelo del armario en su esquina más lejana, un paquete de libros de música de dos pies de alto, cuidadosamente atados, y negros del polvo no perturbado de cerca de medio siglo [...] Había libros de partituras de toda la música en Rosamunda, atados después de la segunda actuación, en diciembre de 1823, y probablemente no tocados nunca desde entonces. El Dr. Schneider [conservador] tiene que haberse divertido con nuestra excitación [...] de todas formas, amablemente lo examinó y nos dio permiso para... copiar lo que quisiéramos».
El primer intento de Sullivan por inmiscuirse en el género de la ópera, The Sapphire Necklace (1863–64), bajo el libreto de Henry F. Chorley, no fue producido y ahora está perdido, a excepción de la obertura y las dos canciones incidentales para el trabajo, las cuales fueron publicadas por separado. Su primera ópera sobreviviente, Cox and Box (1866), fue originalmente escrita para una interpretación privada. Recibió representaciones de caridad en Londres y Mánchester, para posteriormente ser producida por la Galería de la Ilustración, donde consiguió 264 extraordinarias representaciones. W. S. Gilbert, escribió en la revista Fun, destacando un puntaje superior al libreto de F. C. Burnand. El primer trabajo de la colaboración Sullivan-Burnand llevó a un nombramiento por Thomas German Reed para una ópera de dos actos, The Contrabandista (1867; revisado y expandido como The Chieftain en 1894), pero no tuvo una buena recepción. Sullivan escribió un grupo de siete partes de canciones en 1868, dentro de las que destaca «The Long Day Closes». El trabajo más grande de Sullivan del año 1860 fue una oratoria corta, The Prodigal Son, estrenada en la Catedral Worcester como parte de los festejos del Festival de los Tres Coros en 1869.

### Década de 1870; colaboraciones con Gilbert

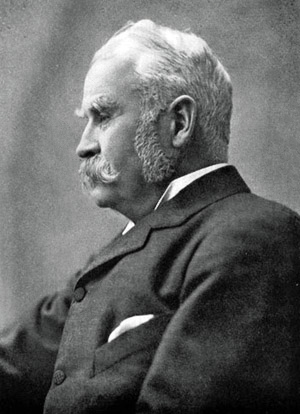
W. S. Gilbert

Una de las más exitosas obras orquestales de Sullivan, la Overture di Ballo, fue compuesta para el Festival de Birmingham en 1870. 1871 fue un año ocupado para Sullivan. Publicó únicamente su ciclo de canciones, The Window; or, The Songs of the Wrens (1871), a palabras de Tennyson. Ese mismo año, escribió la primera de una serie de suites de música incidental para las obras teatrales de Shakespeare en el West End. Todavía en 1871, Sullivan compuso una cantata dramática, On Shore and Sea, como secuencia de entrada de la Exhibición Internacional de Londres y el himno Onward, Christian Soldiers, con letras de Sabine Baring-Gould. El Ejército de Salvación adoptó este último como su procesional preferido, convirtiéndolo en el himno más duradero de Sullivan.
A finales de 1871, el empresario John Hollingshead comisionó a Sullivan trabajar junto a W. S. Gilbert para crear Thespis, una ópera al estilo burlesco para el teatro Gaiety. Concebido como un espectáculo navideño, se extendió su presentación hasta las Pascuas de 1872, un buen éxito para una única pieza. Tras Thespis, Gilbert y Sullivan eligieron caminos diferentes hasta que volvieron a colaborar en la creación de tres baladas parlour a finales de 1874 y principios de 1875. Algunos de los trabajos más exitosos durante la década de 1870 para Sullivan fueron Festival Te Deum (Palacio de Cristal, 1872); y el oratorio, The Light of the World (Festival de Birmingham, 1873). Proporcionó suites de música incidental para la producción de The Merry Wives of Windsor en el Gaiety en 1874 y Henry VIII en el Teatro Real de Mánchester en 1877. Asimismo, continuó componiendo himnos a través de la década.  En 1873, Sullivan contribuyó con dos canciones para el evento navideño «drawing room extravaganza» de Burnard, The Miller and His Man.
En 1875, administrador del teatro Royalty, Richard D'Oyly Carte, necesitaba una pieza corta para llenar un proyecto de ley en colaboración con Offenbach La Périchole. Ese mismo año, Carte dirigió Cox and Box de Sullivan.  Recordando Thespis, Carte reunió a Gilbert y Sullivan, y el resultado fue una ópera cómica en un solo acto Trial by Jury. Trial, protagonizando Fred, hermano de Sullivand, al Juez Learned, convirtiéndose en un éxito rotundo, ganándose el elogio de parte de los críticos y siendo representada casi 300 veces en sus primeras dos temporadas. El Daily Telegraph comentó que la pieza ilustró que los compositores poseían «una gran capacidad para la escritura dramática de la más ligera clase», mientras que otras revisiones enfatizaron la feliz combinación de las palabras de Gilbert y la música de Sullivan. Uno escribió, «se ve, como una gran ópera wagneriana, como si el poema y la música hubiese procedido simultáneamente del único y mismo cerebro».  Luego del estreno de Trial, Sullivan escribió The Zoo, otra ópera cómica en un solo acto, con guion escrito por B. C. Stephenson.  Pero el trabajo posterior sólo tuvo unas cuantas presentaciones, y durante los siguientes quince años, el único colaborador de las óperas de Sullivan fue Gilbert; ambos crearon doce ópera juntos.
Sullivan también dirigió más de 80 canciones populares y baladas de salón, la mayoría de ellas escritas antes de finales de la década de 1870. Una de sus primeras canciones más populares fue «Orpheus with his Lute» (1866), y una canción que tuvo una buena acogida por la crítica fue «Oh! hush thee, my babie» (1867). La más conocida de sus canciones es «The Lost Chord» (1877, letra de Adelaide Anne Procter), escrita en el dolor por la muerte de su hermano Federico. Las partituras de sus canciones más famosas se venden en grandes cantidades, y eran una parte importante de sus ingresos, muchas de ellas fueron adaptadas como piezas de danza.
En esta década, la realización de nombramientos de Sullivan incluyó los conciertos corales en Glasgow, 1875-77 y el Acuario Real, Londres, 1876. Además de su nombramiento como profesor de composición en la Royal Academy of Music, de la que era Fellow, fue nombrado como el primer director de la Escuela Nacional de Capacitación de Música en 1876. Aceptó el cargo de mala gana, por temor a que el desempeño de las obligaciones le dejarían con muy poco tiempo para componer. De hecho, estuvo en lo correcto, tal y como su sucesor Hubert Parry también lo descubriría. Sullivan no fue eficaz en el puesto, y renunció en 1881.
La siguiente colaboración de Sullivan con Gilbert, The Sorcerer (1877), duró por 178 actuaciones, un éxito a comparación del resto, no obstante H.M.S. Pinafore (1878), la obra que le siguió, convirtió a Gilbert y a Sullivan en un fenómeno internacional. Pinafore duró por 571 actuaciones en Londres, y más de 100 producciones no-autorizadas fueron rápidamente organizadas únicamente en América. Entre otras críticas favorables, el periódico The Times notó que la ópera fue un intento temprano en el establecimiento de una «música nacional en escena» [...] libre de tonalidades francesas, «impropias» y sin la ayuda de modelos musicales italianos y alemanes. The Times, y varios otros periódicos no obstante, se pusieron de acuerdo en que, mientras la pieza fuese entretenida, Sullivan sería capaz de un arte mayor, y la ópera, frívola y ligera, lo respaldaría. Las críticas seguirían a Sullivan durante toda su carrera. Pinafore precedió a The Pirates of Penzance en 1879, otro éxito internacional, que abrió en Nueva York, y luego fue presentada en Londres al menos en 363 actuaciones.

### Principios de 1880

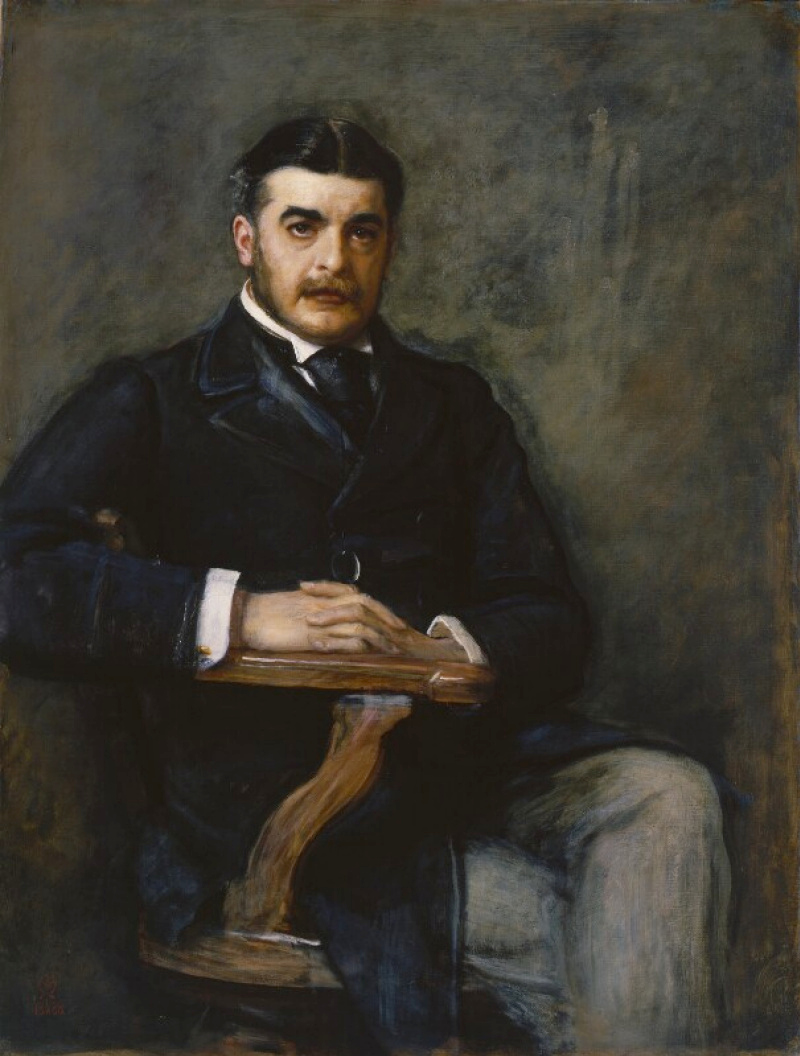
Retrato y lienzo hecho por Sir John Everett Millais en 1888. Pintura localizada en la Galería Nacional de Londres.

En 1880, Sullivan fue señalado como director del Festival Trienal de Música de Leeds. Para este su primer festival, le fue encargada la comisión de escribir una obra coral sacra.  Escogió, para su base, el poema dramático de Henry Hart Milman escrito en 1822 y basado en la vida y muerte de Margarita de Antioquía.  Gilbert se encargó de adaptar el librero para Sullivan, resumiéndolo, reordenando secciones, reasignando líneas y haciendo pequeñas adiciones. The Martyr of Antioch se estrenó en octubre de 1880.  Sullivan no era un director vistoso, y algunos lo calificaban como aburrido y pasado de moda en el podio, pero su composición tuvo una recepción entusiasta y fue frecuentemente avivada. Un agradecido Sullivan presentó a su colaborador con una inscripción grabada en una copa de plata «W.S. Gilbert de su amigo Arthur Sullivan».
Después de la ejecución de The Pirates of Penzance, Carte inauguró la siguiente pieza Gilbert y Sullivan, Patience, en abril de 1881 en la Opera Comique de Londres, donde anteriormente se habían interpretado tres óperas. En octubre, Patience se trasladó al nuevo y más grande, estado del arte, el Teatro Savoy, construido con los beneficios y ganancias de las obras anteriores del dúo Gilbert-Sullivan.  El resto de las colaboraciones de la sociedad fue producido en Savoy, como resultado de que ellos eran ampliamente conocidos como los «Óperas del Savoy». Iolanthe (1882), el cuarto éxito en fila de la colaboración, fue la primera de las óperas en debutar en el teatro recién creado.  Sullivan, a pesar de la seguridad financiera de la escritura para el Savoy, consideraba de un modo más creciente su trabajo con Gilbert como algo sin importancia, indigno de su talento y algo repetitivo.  Tras Iolanthe, Sullivan no tuvo la intención de crear un trabajo nuevo con Gilbert, pero sufrió una pérdida financiera grave cuando su corredor fue a la quiebra en noviembre de 1882.  Por lo tanto, concluyó que sus necesidades financieras le requerían continuar escribiendo óperas del Savoy.  En febrero de 1883, firmó un acuerdo de cinco años con Gilbert y Carte, que le obligaba a producir una ópera cómica nueva en un plazo de seis meses.
El 22 de mayo de 1883, Sullivan fue hecho caballero por la Reina Victoria.  Aunque las óperas con Gilbert le concibieron una fama aún más amplia, los honores le fueron otorgados por sus importantes servicios a la música. El establecimiento musical, y muchos críticos, se cree que debería poner fin a su carrera como compositor de ópera cómica —puesto que un caballero musical no puedan caer por debajo de un oratorio o Grand Opéra.  Tras haber firmado el acuerdo de cinco años, Sullivan de pronto se sintió «atrapado».  A mediados de diciembre, se despidió de su cuñada Charlotte, la viuda de Fred, quien emigró con su joven familia al continente americano.  El sobrino mayor de Sullivan, Herbert, se quedó en Inglaterra bajo la tutela de su tío.  La siguiente ópera, Princess Ida (1884, trabajo en verso blanco y el único del dúo que tuvo tres actos), tuvo una ejecución notablemente más corta que las anteriores cuatro, aunque el puntaje de Sullivan fue elogiado.  Con los ingresos de taquilla menguados en marzo de 1884, Carte dio aviso a los seis meses para una nueva ópera requerida bajo el contrato de asociación.  Un amigo cercano de Sullivan, el compositor Frederic Clay, había sufrido un accidente cerebrovascular grave a principios de diciembre de 1883, que puso fin a su carrera a la edad de 45 años. Sullivan, reflexionando sobre esto, sobre sus propios problemas renales de larga data y en su deseo de dedicarse a la música más seria, respondió a Carte «Es imposible para mí hacer otra pieza del carácter de aquellos ya escritos por Gilbert y yo».

### Otros textos
- Allen, Reginald; Gale R. D'Luhy (1975). Sir Arthur Sullivan – Composer & Personage. New York: The Pierpont Morgan Library. OCLC 642398593.
- Cellier, François; Cunningham Bridgeman (1914). Gilbert and Sullivan and Their Operas. New York: Little, Brown and Company. OCLC 58942004.
- Dillard, Philip H. (1996). Sir Arthur Sullivan: A Resource Book. Boston: The Scarecrow Press, Inc. ISBN 0810831570.
- Lawrence, Arthur (1899 (1907 edition)). Sir Arthur Sullivan, Life Story, Letters and Reminiscences. London: Duffield & Co. OCLC 1303888.
- Wolfson, John (1984). Sullivan and the Scott Russells: A Victorian love affair told through the letters of Rachel and Louise Scott Russell to Arthur Sullivan – 1864–1870. Chichester: Packard Publishing. ISBN 0906527147.